# Ahmose-Henutemipet

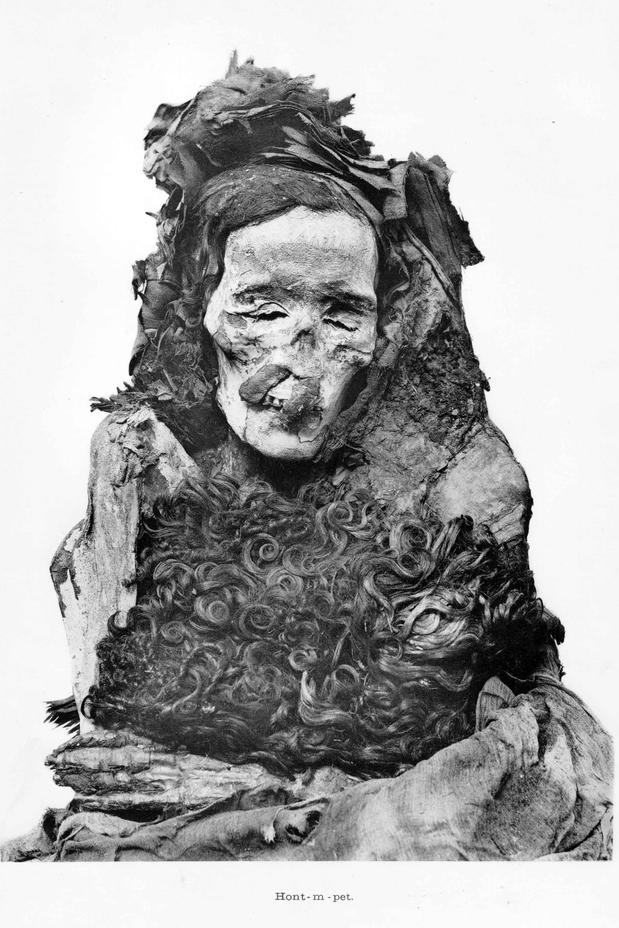
Xác ướp của Ahmose-Henutemipet, tìm thấy ở DB320

Ahmose-Henutemipet là một công chúa thuộc giai đoạn cuối vương triều thứ Mười Bảy của Ai Cập. Bà là con gái của Pharaon Seqenenre Tao và có thể là với Ahhotep I. Bà là em gái của Ahmose I. Bà mang tước hiệu Người con gái của Đức vua và Người em gái của Đức vua.

## Xác ướp
Xác ước của bà được tìm thấy trong ngôi mộ DB320 vào năm 1881 và ngày nay nằm tại bảo tàng Ai Cập ở Cairo. Nó đã được Grafton Elliot Smith khám nghiệm vào tháng 6 năm 1909. Henutemipet qua đời khi đã cao tuổi; tóc bà đã hoa râm và răng đã mòn. Xác ướp của bà đã bị hư hại, có lẽ bởi những kẻ cướp mộ. Có khả năng là xác ướp của bà được di chuyển tới DB320 sau năm thứ 11 của Pharaoh Shoshenq I.